# Marija Hrgović
Marija Hrgović (1984.) je hrvatska rukometašica. Igrala je za hrvatsku juniorsku reprezentaciju.
Igrala je za Kaltenberg i Brodosplit Inženjering.

## Vanjske poveznice
- Marija Hrgović Tomić, rukometne statistike